# Catedral de la Santa Cruz (Úzhgorod)
La Catedral de la Santa Cruz o la Catedral de la Exaltación de la Santa Cruz (en ucraniano: Ужгородський Хрестовоздвиженський кафедральний греко-католицький собор) es una catedral católica rutena (en plena comunión con el papa) en Úzhhorod, en el país europeo de Ucrania. Está dedicada a la Exaltación de la Santa Cruz. La iglesia barroca fue construida en 1646 por orden de los jesuitas con los fondos donados por la familia noble Drugeth. Sufrió algunos daños durante la Guerra de la Independencia de Rákóczi. Después de que la Compañía de Jesús fue suprimida en 1773, la emperatriz María Teresa permitió a los católicos griegos tomar posesión del edificio. Fue renovada con diseños neoclásicos de László Fabri en 1848. Durante el período soviético (1945-1991) el edificio fue cedido a la Iglesia ortodoxa rusa. El 10 de octubre de 1991, después de la legalización y la restauración de la Iglesia greco-católica ucraniana, la catedral fue devuelta a la eparquía de Mukácheve.